# Шуміліно
Шумі́ліно (біл. Шуміліна) — селище міського типу в Вітебській області Білорусі. Адміністративний центр Шумілінського району.
Населення селища становить 7,4 тис. осіб (2006).
В селищі є залізничний вокзал, працюють підприємства харчової промисловості, готель. Відкрито історико-краєзнавчий музей.

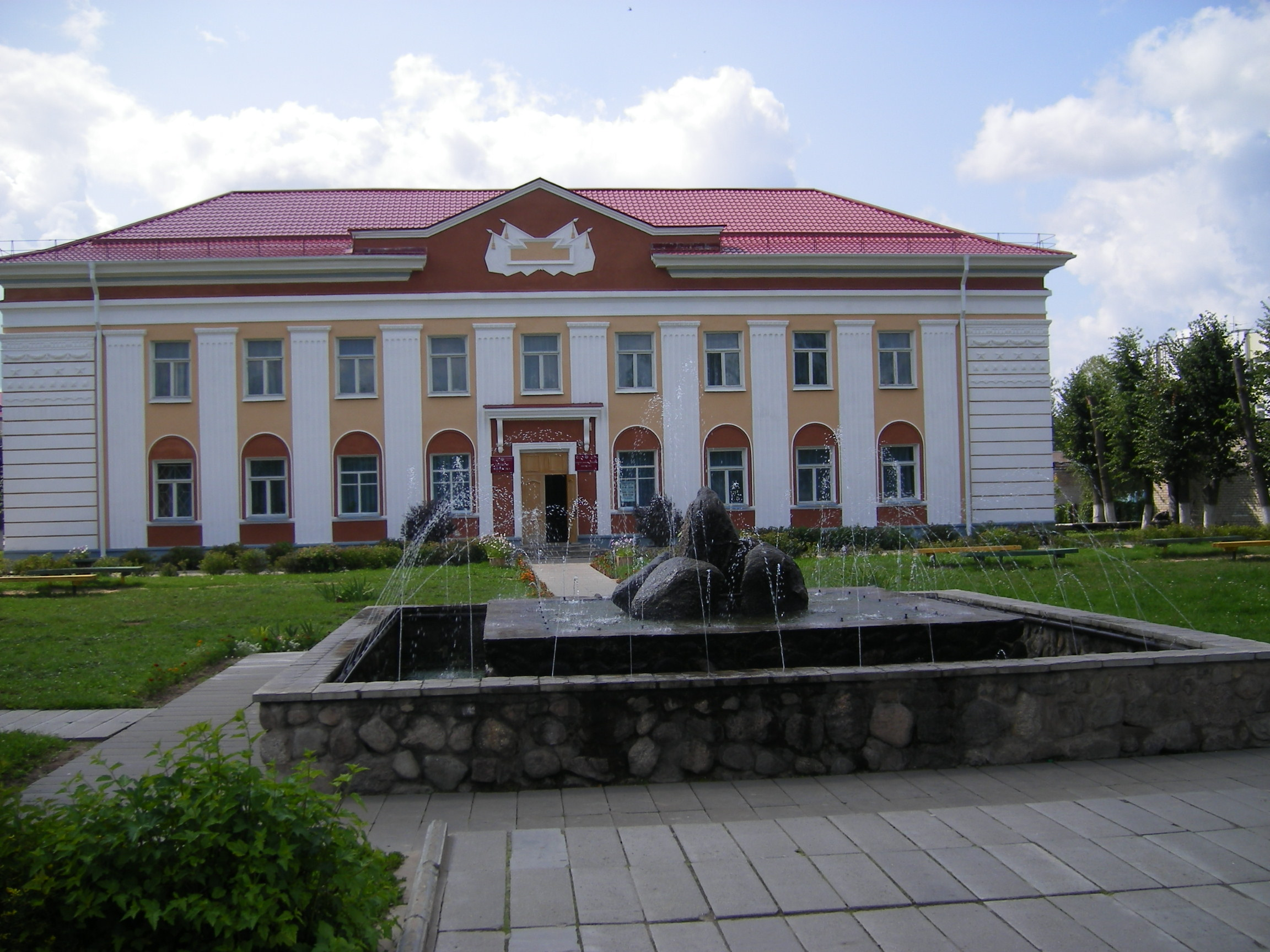
Бібліотека

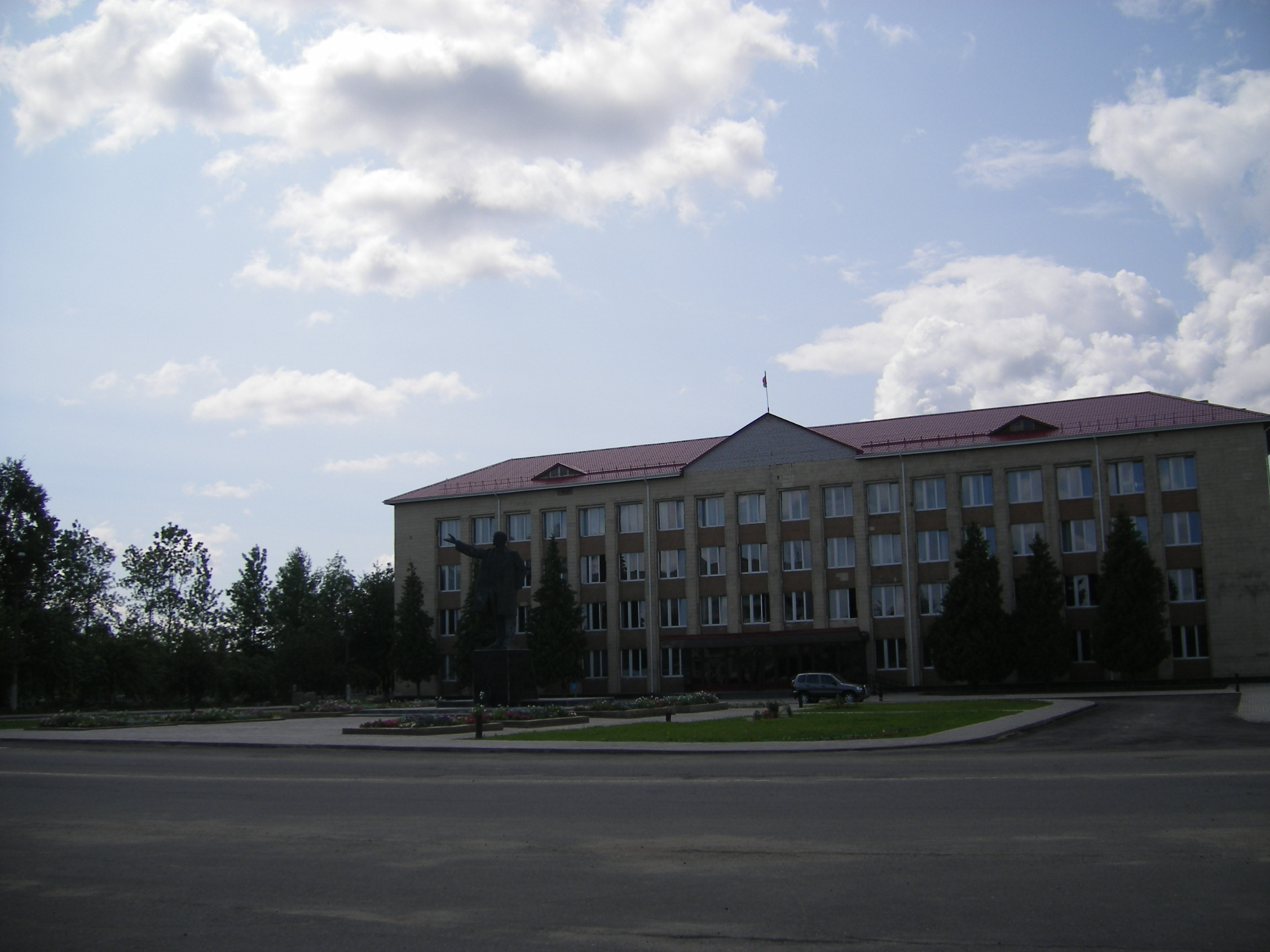
Районна адміністрація

## Назва
Ойконім «Шуміліна» має відантропонімічне походження — від прізвиська Шуміла. У XVI ст. на місці сучасної осади знаходилися «Шумілавы мшары»[1].

## Історія
Шуміліно вперше згадується на початку XIX століття, як село Ловазької волості Полоцького повіту Вітебської губернії. 1866 року населення становило всього 38 осіб. Після будівництва в 1886 році залізниці, село стало містечком. Але населення не зростало, на початок XX століття воно становило 50 осіб. З 1924 року містечко в складі БРСР, центр Сіротінського району. 1938 року отримало статус смт. З червня 1941 по червень 1944 років селище було окуповане німцями. В період з 1962 по 1966 роки, коли Сіротінський район був ліквідований, Шуміліно перебувало в складі Вітебського району.